# Félix Martin (sculpteur)
Pour les articles homonymes, voir Félix Martin et Martin.
Charles-Marie-Félix Martin, né le 2 juin 1844 à Neuilly-sur-Seine et mort le 4 janvier 1917 à Paris (17e arrondissement), est un sculpteur français.

## Biographie

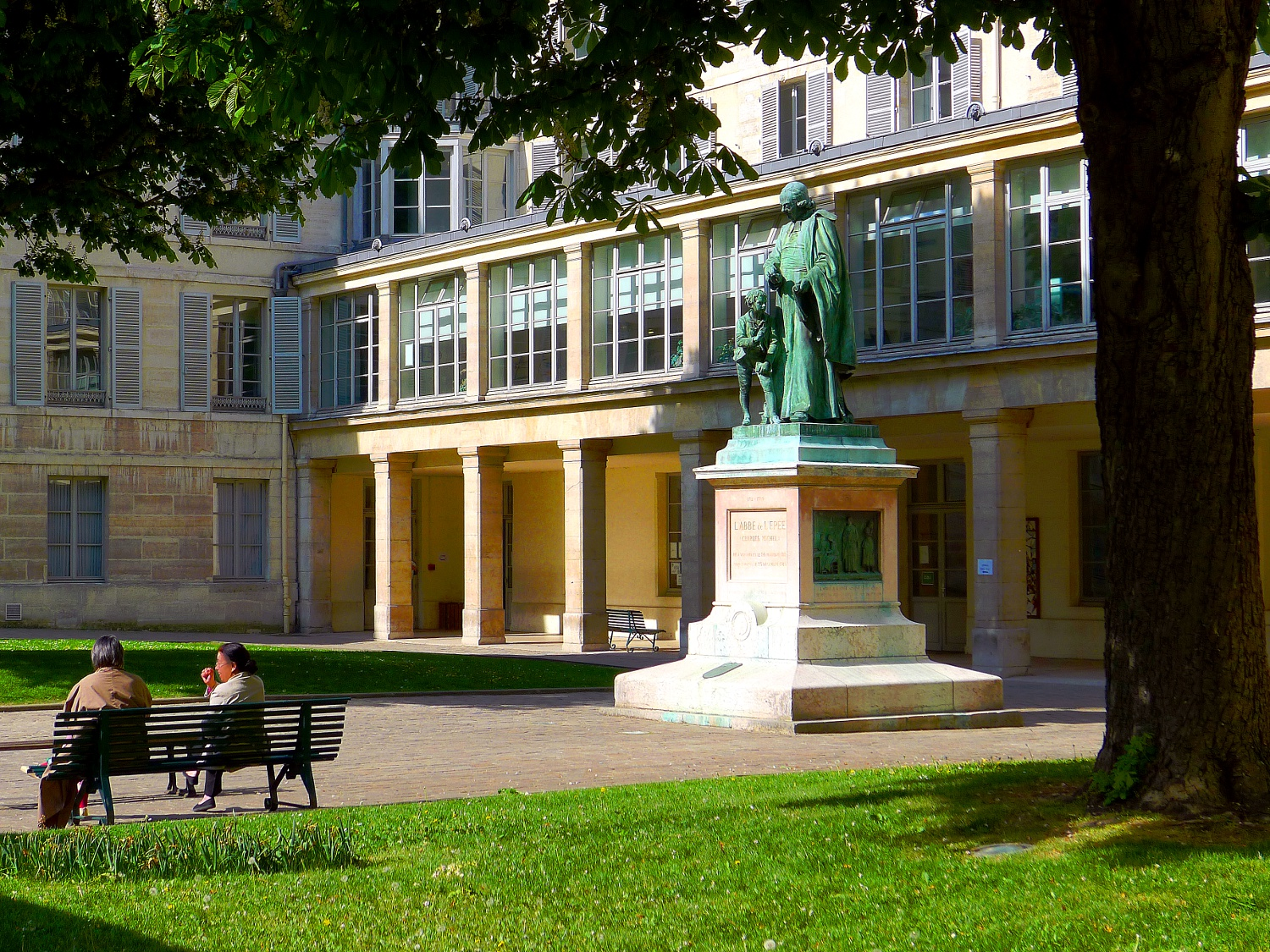
Monument à l'abbé de l'Épée (1879), Paris, Institut national des jeunes sourds.

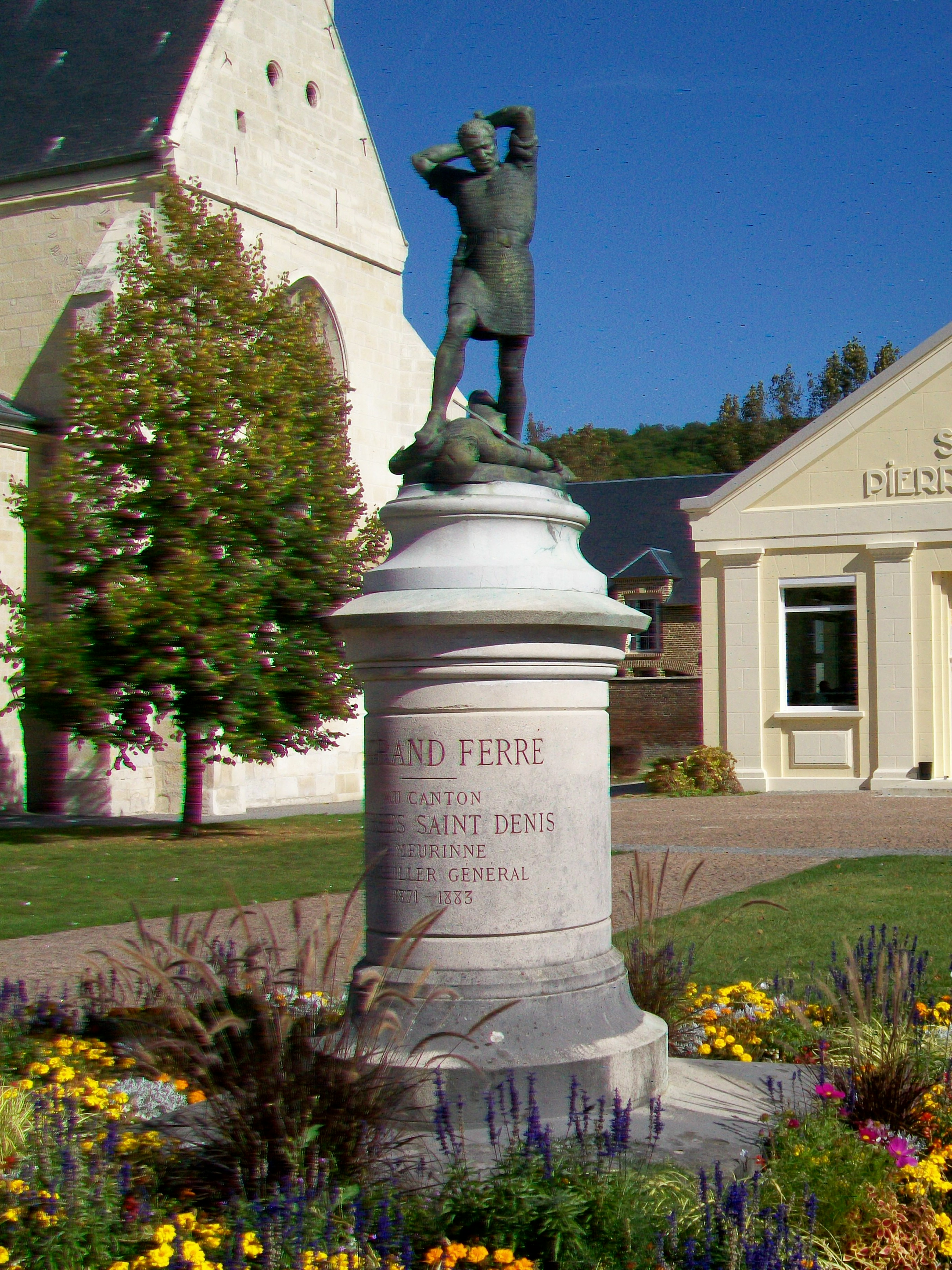
Monument au Grand Ferré, Longueil-Sainte-Marie.

Félix Martin est né sourd le 2 juin 1844 aux Ternes, qui dépendent alors de Neuilly-sur-Seine, dans une famille bourgeoise. Il est le neveu par son père Vincent Félix Martin d'Alexandre Martin et le petit-fils par sa mère Louise Henriette Victoire Guersant du médecin et botaniste Louis Benoît Guersant.
En 1855, il entre à l'Institut national des jeunes sourds de Paris puis à l'École nationale supérieure des beaux-arts où il est l'élève de Pierre Loison, Jules Cavelier, Francisque Duret et Eugène Guillaume. Il fréquente l'École française de Rome.
Félix Martin a participé au Salon de peinture et de sculpture en 1864 et au concours de la tête d'expression où il a remporté le prix de Caylus en 1865.
Le sculpteur participe à l'Exposition universelle de Paris de 1889 où il obtient une médaille de bronze. Puis, il participe chaque année au Salon des Artistes quasiment jusqu'à ses dernières années de vie.  
Marié le 11 février 1878 à Mathilde Pauline Joséphine Gautherau, il est le père de Henri Félix Martin, professeur de mathématiques.  
Il est nommé chevalier de la Légion d'honneur en 1879.
Il meurt le 4 janvier 1917 à son domicile au 77 boulevard Gouvion Saint-Cyr à Paris 17e.

## Œuvres
- Saint François de Sales instruisant un jeune sourd-muet, 1865, plâtre[réf. nécessaire].
- La Pudeur mêlée de crainte, 1865, plâtre[réf. nécessaire].
- Louis XI à Péronne, 1872, statuette en plâtre[réf. nécessaire].
- Monument de l'abbé de L'Épée, 1879, bronze[8].
- La Chasse au nègre, 1873[9], Roubaix, La Piscine, musée d'art et d'industrie André Diligent.
- Louis-Benoît Picard, 1883, statue en bronze.
- Monument au Grand Ferré, groupe en bronze, Longueil-Sainte-Marie. Ce paysan se distingua en combattant, en 1359, contre les Anglais. Le modèle en plâtre a figuré au Salon de 1886[10].

## Distinctions
- Chevalier de la Légion d'honneur en 1879[11]